# Nels Busch
Nels Busch (Nijmegen, 1954) is een Nederlands bassist en medeoprichter van de Nijmeegse band Elevator, die in de jaren zeventig actief was. In de jaren tachtig was hij bassist in de Frank Boeijen Groep. Daarna in diverse bands en tegenwoordig bassist bij Taste of Ruby.

## Biografie
Samen met Frank Boeijen stond hij aan de wieg van de Frank Boeijen Groep, die in de jaren tachtig grote bekendheid verwierf. Hun eerste optreden was op 3 november 1979 in het Nijmeegse jongerencentrum Doornroosje. Het succes begon bij het album 1001 Hotel (1983) met de hit Linda. De groep deelde mee in het succes van de nederpop in die tijd, aangevoerd door Doe Maar. Van het album Kontakt (1984) belandde Doe Iets, Zwart Wit en 1.000.000 sterren in de Top 40. In mei 1985 kwam de lp Foto Van Een Mooie Dag uit met daarop de hitsingle Kronenburg Park. Ook het album Welkom in Utopia (1987) wordt een aardig succes. Na ruim elf jaar (in 1991) brak Boeijen de groep op. Op 30 maart was het laatste optreden in Theater De Metropole in Almere. 
Hierna maakte Busch onder andere deel uit van de groepen Kali Tichi, "Palio Parea"  ®chestra "Bedroom Monkeys” en “Mariska Petrovic & the FatBastards”. Tegenwoordig speelt hij in “Aesun” en “Taste of Ruby”
Naast muzikant is Nels Busch ook kunstschilder en exposeert hij regelmatig. Hij schilderde vroeger abstract en de laatste jaren (weer) figuratief. Meestal met olieverf op doek. Zijn schilderijen kan men het best omschrijven als meerlagige, verdroomde collageachtige voorstellingen.

## Discografie

### Frank Boeijen Groep
- Frank Boeijen Groep (1981)
- Twee (1982)
- 1001 Hotel (1983)
- Kontakt (1984)
- Foto van een Mooie Dag (1985)
- In Natura (1986)
- Welkom in Utopia (1987)
- Onderweg (1988) (verzamelalbum)
- Dans in Slow-Motion (1988)
- Een Zomer aan het Eind van de Twintigste Eeuw (1989)
- Hier Komt De Storm (1990)